# Parma Calcio 1913
Parma Calcio 1913 – włoski klub piłkarski, grający w Serie A i mający siedzibę w Parmie. 
Domowe mecze rozgrywa na stadionie Stadio Ennio Tardini, który może pomieścić 30 tysięcy widzów.

## Historia
Założony 27 lipca 1913 jako Verdi FC. Nazwa klubu była hołdem ku czci Giuseppe Verdiego, znanego kompozytora, który urodził się w tym mieście. Pod koniec tego samego roku klub zmienił nazwę na Parma FC. Do lat sześćdziesiątych klub balansował między Serie B a Serie C, by ostatecznie pod koniec dekady z niej spaść. Pobyt klubu, już pod nazwą Parma AC, w niższych ligach trwał do lat osiemdziesiątych, gdy klub zaczął trenować Arrigo Sacchi, który awansował z Parmą do drugiej ligi. W 1990 trenerem zespołu został Nevio Scala, z którym zespół awansował do Serie A. Rozpoczął tym samym bardzo udaną dekadę dla klubu. W owym czasie w Parmie grali tacy piłkarze, jak: Fabio Cannavaro, Enrico Chiesa, Gianluigi Buffon, Hernán Crespo czy Gianfranco Zola. W 2004 roku nazwa klubu została zmieniona powtórnie na Parma FC.
W wyniku afery związanej z prezesem Stefano Tanzim, jednocześnie właścicielem koncernu Parmalat, klub stracił głównego sponsora i od tamtego czasu balansował na krawędzi spadku z Serie A. Sytuację finansową uratowała nieco sprzedaż Alberto Gilardino do AC Milan i wyprzedaż wielu zawodników drużyny. Sezon 2007/2008 zespół zakończył na miejscu spadkowym, jednak w sezonie 2008/2009 zajął drugie miejsce w Serie B i powrócił do pierwszej ligi. Kolejne lata w wykonaniu piłkarzy Parmy nie należały do najlepszych. Dopiero w sezonie 2013/14 Parma F.C. zajęła szóste miejsce w Serie A, premiujące ją do gry w europejskich pucharach. Jednak w wyniku kontrowersyjnej decyzji dotyczącej rzekomego niespłacenia w terminie zaległości finansowych, co spowodowane było biurokratycznymi procedurami, a nie winą klubu, Gialloblu zostali wykluczeni przez UEFA z rozgrywek eliminacji Ligi Europejskiej. Odwołania od wyroku okazały się bezskuteczne. W wyniku tych wydarzeń sprzedaż klubu zapowiedział jego prezes i ulubieniec kibiców, Tommaso Ghirardi.
19 marca 2015 roku sąd orzekł bankructwo Parmy. Klubu nie było stać nawet na opłacenie rachunków za energię elektryczną, a dzień wcześniej prezydent klubu został aresztowany pod zarzutem "prania brudnych pieniędzy".
Od sezonu 2015/2016 Parma zaczęła swój powrotny marsz do najwyższej fazy rozgrywkowej. Po awansie z serie D do serie C, a następnie, w sezonie 2016/2017 do serie B, przyszedł czas na walkę o serie A. 18 maja 2018 roku po wyjazdowym zwycięstwie 2:0 nad Spezią zespół z Parmy zapewnił sobie 2. miejsce w tabeli i awans do serie A. We włoskiej prasie ten wyczyn (awans z serie D do serie A w ciągu trzech sezonów) określany był jako "dokonanie niemożliwego". W najwyższej lidze Parma występowała do sezonu 2020/2021, kiedy to zajęła ostatnie miejsce i spadła do Serie B. Powrót do elity zajął drużynie Gialloblu 3 sezony, kiedy to na 2 kolejki przed końcem sezonu 2023/2024 uzyskali ponowny awans.

## Sukcesy
- Puchar Włoch (3x): 1992, 1999, 2002
- Superpuchar Włoch (1x): 1999
- Puchar UEFA (2x): 1995, 1999
- Superpuchar Europy (1x): 1993
- Puchar Zdobywców Pucharów (1x): 1993

## Obecny skład
Stan na 31 sierpnia 2023
| Nr | Poz. | Piłkarz                    |
| -- | ---- | -------------------------- |
| 1  | BR   | Leandro Chichizola         |
| 3  | OB   | Yordan Osorio              |
| 4  | OB   | Botond Balogh              |
| 7  | NA   | Adrian Benedyczak          |
| 8  | PO   | Nahuel Estévez             |
| 9  | NA   | Gabriel Charpentier        |
| 10 | PO   | Adrián Bernabé             |
| 11 | NA   | Tjaš Begić                 |
| 13 | NA   | Ange-Yoan Bonny            |
| 14 | OB   | Cristian Ansaldi           |
| 15 | OB   | Enrico Del Prato (kapitan) |
| 17 | NA   | Antonio Čolak              |
| 19 | PO   | Simon Sohm                 |
| 20 | PO   | Antoine Hainaut            |

| Nr | Poz. | Piłkarz            |
| -- | ---- | ------------------ |
| 21 | NA   | Anthony Partipilo  |
| 22 | BR   | Martin Turk        |
| 23 | PO   | Drissa Camara      |
| 26 | OB   | Woyo Coulibaly     |
| 27 | PO   | Hernani            |
| 28 | PO   | Valentin Mihăilă   |
| 30 | OB   | Lautaro Valenti    |
| 39 | OB   | Alessandro Circati |
| 40 | BR   | Edoardo Corvi      |
| 47 | OB   | Vasilios Zagaritis |
| 61 | NA   | Anas Haj Mohamed   |
| 77 | OB   | Gianluca Di Chiara |
| 98 | PO   | Dennis Man         |

### Piłkarze na wypożyczeniu
| Nr | Poz. | Piłkarz                                           |
| -- | ---- | ------------------------------------------------- |
|    | BR   | Filippo Rinaldi (w Olbia do 30 czerwca 2024)      |
|    | OB   | Elias Cobbaut (w KV Mechelen do 30 czerwca 2024)  |
|    | OB   | Giovanni Vaglica (w Trento do 30 czerwca 2024)    |
|    | PO   | Nathan Buayi-Kiala (w Auxerre do 30 czerwca 2024) |
|    | PO   | Stanko Jurić (w Valladolid do 30 czerwca 2024)    |
|    | PO   | Stefano Palmucci (w Fermana do 30 czerwca 2024)   |

| Nr | Poz. | Piłkarz                                        |
| -- | ---- | ---------------------------------------------- |
|    | PO   | Fabian Pavone (w Turris do 30 czerwca 2024)    |
|    | NA   | Daniele Iacoponi (w Rimini do 30 czerwca 2024) |
|    | NA   | Eric Lanini (w Reggiana do 30 czerwca 2024)    |
|    | OB   | Dario Šits (w SPAL do 30 czerwca 2024)         |
|    | NA   | Gennaro Tutino (w Cosenza do 30 czerwca 2024)  |